# Chloristany

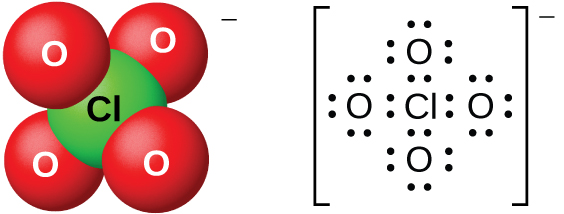
struktura aniontu

Chloristany jsou soli kyseliny chloristé, obsahují chloristanový aniont ClO -
4 .
Jedná se o silná oxidační činidla.
Příklady:
- Chloristan sodný
- Chloristan draselný
- Chloristan amonný
- Chloristan olovnatý